# Nicola Riopel
Nicola Riopel (né le 20 février 1989 à Saint-Pie, au Québec, Canada) est un joueur canadien retraité de hockey sur glace qui évolue au poste de gardien de but. Depuis juillet 2014, il évolue avec les Dragons de Rouen dans le championnat de France.

## Biographie

### Ses débuts en junior
Riopel joue au cours de la saison 2003-2004 avec l'équipe bantam AA des Éclaireurs du Richelieu. Il rejoint pour la saison suivante les Gaulois du Collège Antoine-Girouard dans la ligue midget AAA de Québec. Dès la fin de cette saison en midget, il figure parmi les finalistes au Trophée Ken Dryden, trophée remis au meilleur espoir, mais ce dernier revient à l'autre gardien de l'équipe, Marc-André Perron. Les deux joueurs remportent ensemble le Trophée Mario Gosselin en tant que portiers de l'équipe ayant obtenu la meilleure moyenne défensive de la ligue.
Lors du repêchage de la Ligue de hockey junior majeur du Québec de juin 2005, il est sélectionné lors du premier tour par les Wildcats de Moncton. Quatorzième joueur choisi, il est le premier gardien néanmoins, il reste pour la saison suivante avec le Gaulois. En décembre 2005, il est sélectionné pour représenter l'équipe du Québec lors du défi mondial de hockey des moins de 17 ans 2006, équipe qui remporte la première place.
Il fait officiellement ses débuts avec l'équipe de la LHJMQ pour la saison 2006-2007. Il est un des deux gardiens utilisés par l'équipe de Moncton avec Jhase Sniderman. Même si ce dernier joue la majorité des matchs au cours de la saison régulière, les quatre matchs joués par Moncton lors des séries éliminatoires voient la titularisation de Riopel. En octobre 2007, Riopel est annoncé comme étant sélectionné au sein de l'équipe de la LHJMQ jouant le Défi ADT Canada-Russie ; son coéquipier, Mark Barberio, fait également partie de l'équipe pour la compétition qui se joue en novembre. À la fin de la saison régulière de la LHJMQ, l'équipe de Moncton se classe à la dernière place de la saison régulière.
Au début de la saison suivante, Riopel est invité par les Canadiens de Montréal pour leur camp d'entraînement mais n'est pas retenu et commence une troisième saison dans la ligue junior. La saison est meilleur pour les Wildcats qui se classent premiers de la division Atlantique mais les séries sont vite écourtées avec une défaite au deuxième tour contre l'Océanic de Rimouski. Le dernier match se solde par une défaite 1-0 avec 38 arrêts réalisés au cours de la soirée par Riopel. Le portier québécois est mis en avant par plusieurs trophées à la fin de la saison : il reçoit en effet le trophée Michel-Brière en tant que meilleur joueur de la saison régulière et également le trophée Jacques-Plante du meilleur gardien. Enfin, il est sélectionné dans la première équipe d'étoiles de la LHJMQ. Avec une moyenne de 2,01 buts accordés par rencontre, il a la meilleure moyenne de l'histoire de la ligue.
Riopel est sélectionné lors du repêchage d'entrée dans la Ligue nationale de hockey de 2009 par les Flyers de Philadelphie au cours du cinquième tour. Il est alors le 142e joueur sélectionné lors de la séance. Quelques mois plus tard, il signe un contrat d'un an avec les Flyers pour jouer dans la Ligue américaine de hockey. Riopel commence la saison 2009-2010 avec les Phantoms de l'Adirondack. Après 10 matchs joués, 4 victoires et 6 défaites, la direction des Flyers annonce qu'il retournera dans la LHJMQ avec Moncton en janvier 2010.
À la fin de la saison régulière, Moncton se qualifie pour les séries avec la deuxième de la division Atlantique. Les joueurs des Wildcat passent tous les tours de ces séries pour atteindre la finale de la Coupe du président. Ils y retrouvent les Sea Dogs de Saint John, meilleure équipe de la division au cours de la saison régulière. Malgré cet avantage sur le papier, ce sont les joueurs de Moncton qui s'imposent en six rencontres, quatre victoires à deux,,. Au cours des 21 matchs joués par le gardien québécois lors des séries, il réussit trois blanchissages,. Les joueurs de Moncton gagnent leur place pour la Coupe Memorial 2010 mais l'équipe perd ses trois rencontres du premier tour et ne se qualifie pas pour la suite. De son côté, Riopel concède neuf buts en deux rencontres jouées.

### Carrière professionnelle
Au début de la saison 2010-2011, il participe au camp d'entraînement des Flyers mais est assigné à l'effectif des Road Warriors de Greenville de l'ECHL. En novembre 2010, après quelques rencontres dans l'ECHL, il rejoint l'équipe des Phantoms de l'Adirondack pour une rencontre. Au cours de la saison, il joue une dizaine de rencontres dans la LAH contre une quarantaine dans l'ECHL. Au cours de l'été 2011, les Flyers ne prolongent pas son contrat et il se retrouve sans équipe. Cependant après trois défaites lors des trois premiers matchs de la saison 2011-2012, les Road Warriors l'appellent pour venir renforcer l'effectif. Auprès d'une quinzaine de rencontres dans l'ECHL, fin décembre il signe un contrat d'essai avec les Sound Tigers de Bridgeport, équipe de la LAH, mais ne joue finalement aucun match avec eux. Dans l'ECHL, les Road Warriors se qualifient pour les séries mais sont éliminés au premier tour en perdant les trois rencontres jouées. Malgré cet échec de l'équipe, Riopel signe un contrat avec les Wolves de Chicago de la LAH qui sont qualifiées pour les séries 2012 de la Coupe Calder. Malgré ce contrat signé, il ne joue pas non plus pour Chicago qui est éliminé au premier tour des séries.
Au cours de l'été 2012, Riopel signe dans un premier temps avec les Éperviers de Sorel-Tracy de la Ligue nord-américaine de hockey mais le jour même, il est échangé au Marquis de Jonquière. Il ne rejoint pas pour autant la ligue nord-américaine car signe un autre contrat avec les Dundee Stars du Championnat du Royaume-Uni, l'Elite Ice Hockey League. Malgré la deuxième place au classement des pointeurs de Sami Ryhanen, les Stars et Riopel se classent neuvièmes sur dix à la fin de la saison régulière 2012-2013. Le portier québécois est mis en avant par les instances du hockey du Royaume-Uni en étant sélectionné dans la deuxième équipe-type de la saison.
Riopel change d'équipe pour la saison 2013-2014 et rejoint les Frederikshavn White Hawks dans le Championnat du Danemark. Il est un des quatre gardiens utilisés par l'équipe alors que son équipe finit quatrième du classement. Plus tard au cours des séries, l'équipe passe plusieurs tours avant de perdre en demi-finale.
À la suite de cette saison, Riopel change une nouvelle fois de formation et signe un contrat pour la saison 2014-2015 de la Ligue Magnus en France avec les Dragons de Rouen.

## Statistiques
| Saison    | Équipe                              | Ligue        |    | Saison régulière | Saison régulière | Saison régulière | Saison régulière | Saison régulière | Saison régulière | Saison régulière | Saison régulière | Saison régulière | Saison régulière |    | Séries éliminatoires | Séries éliminatoires | Séries éliminatoires | Séries éliminatoires | Séries éliminatoires | Séries éliminatoires | Séries éliminatoires | Séries éliminatoires | Séries éliminatoires |
| Saison    | Équipe                              | Ligue        | PJ | V                | D                | Pr/N             | Min              | BC               | Moy              | % Arr            | Bl               | Pun              | PJ               | V  | D                    | Min                  | BC                   | Moy                  | % Arr                | Bl                   | Pun                  |                      |                      |
| 2004-2005 | Gaulois du Collège Antoine-Girouard | LHMAAA       | 23 | 12               | 6                | 0                |                  | 51               | 2,37             | 91,4             | 2                |                  | 3                | 1  | 2                    |                      | 6                    | 1,90                 | 92,9                 | 0                    | 2                    |                      |                      |
| 2005-2006 | Gaulois du Collège Antoine-Girouard | LHMAAA       | 21 | 11               | 5                | 0                |                  | 45               | 2,19             | 91,2             | 2                |                  | 1                | 0  | 1                    |                      | 3                    | 2,87                 | 90,3                 | 0                    | 0                    |                      |                      |
| 2006-2007 | Wildcats de Monston                 | LHJMQ        | 37 | 17               | 12               | 0                | 1 914            | 107              | 3,35             | 89,4             | 1                | 0                | 4                | 1  | 3                    | 16                   | 185                  | 5,19                 | 84,2                 | 0                    | 0                    |                      |                      |
| 2007-2008 | Wildcats de Moncton                 | LHJMQ        | 47 | 15               | 19               | 10               | 2 662            | 135              | 3,04             | 91,0             | 1                | 2                | -                | -  | -                    | -                    | -                    | -                    | -                    | -                    | -                    |                      |                      |
| 2008-2009 | Wildcats de Moncton                 | LHJMQ        | 59 | 43               | 11               | 4                | 3 487            | 117              | 2,01             | 93,1             | 5                | 8                | 10               | 5  | 5                    | 620                  | 21                   | 2,03                 | 93,6                 | 2                    | 0                    |                      |                      |
| 2009-2010 | Phantoms de l'Adirondack            | LAH          | 10 | 4                | 6                | 0                | 573              | 32               | 3,35             | 89,3             | 0                | 0                | -                | -  | -                    | -                    | -                    | -                    | -                    | -                    | -                    |                      |                      |
| 2009-2010 | Wildcats de Moncton                 | LHJMQ        | 25 | 19               | 5                | 0                | 1 455            | 50               | 2,06             | 91,8             | 3                | 2                | 21               | 16 | 4                    | 1 291                | 46                   | 2,14                 | 93,0                 | 3                    | 2                    |                      |                      |
| 2010-2011 | Phantoms de l'Adirondack            | LAH          | 11 | 3                | 7                | 0                | 591              | 35               | 3,55             | 87,4             | 1                | 0                | -                | -  | -                    | -                    | -                    | -                    | -                    | -                    | -                    |                      |                      |
| 2010-2011 | Road Warriors de Greenville         | ECHL         | 38 | 24               | 12               | 2                | 2 301            | 107              | 2,79             | 90,6             | 2                | 0                | 7                | 4  | 3                    | 437                  | 18                   | 2,48                 | 91,0                 | 0                    | 2                    |                      |                      |
| 2011-2012 | Road Warriors de Greenville         | ECHL         | 25 | 14               | 9                | 2                | 1 454            | 74               | 3,06             | 90,5             | 0                | 0                | 2                | 0  | 2                    | 119                  | 8                    | 4,03                 | 90,0                 | 0                    | 2                    |                      |                      |
| 2012-2013 | Dundee Stars                        | EIHL         | 51 | 19               | 28               | 3                | 3 012            | 174              | 3,47             | 91,2             | 0                | 31               | -                | -  | -                    | -                    | -                    | -                    | -                    | -                    | -                    |                      |                      |
| 2013-2014 | Frederikshavn White Hawks           | Metal Ligaen | 26 |                  |                  |                  |                  |                  | 2,92             | 90,2             |                  |                  | -                | -  | -                    | -                    | -                    | -                    | -                    | -                    | -                    |                      |                      |
| 2014-2015 | Dragons de Rouen                    | Ligue Magnus | 17 | 13               | 3                | 0                | 980              | 41               | 2,51             | 90,3             | 2                | 6                | 4                | 1  | 2                    | 199                  | 7                    | 2,11                 | 92,0                 | 1                    | 0                    |                      |                      |
| 2015-2016 | Rush de Rapid City                  | ECHL         | 2  | 0                | 2                | 0                | 119              | 8                | 4,03             | 84,3             | 0                | 0                | -                | -  | -                    | -                    | -                    | -                    | -                    | -                    | -                    |                      |                      |
| 2015-2016 | Admirals de Norfolk                 | ECHL         | 32 | 13               | 15               | 1                | 1 779            | 76               | 2,56             | 92,4             | 0                | 0                | -                | -  | -                    | -                    | -                    | -                    | -                    | -                    | -                    |                      |                      |
| 2016-2017 | Wings de Kalamazoo                  | ECHL         | 32 | 18               | 12               | 1                | 1 841            | 96               | 3,13             | 89,9             | 1                | 2                | 4                | 2  | 2                    | 239                  | 16                   | 4,01                 | 84,9                 | 0                    | 0                    |                      |                      |
| 2017-2018 | Thunder de l'Adirondack             | ECHL         | 19 | 9                | 9                | 0                | 1 044            | 57               | 3,28             | 89,7             | 1                | 0                | -                | -  | -                    | -                    | -                    | -                    | -                    | -                    | -                    |                      |                      |
| 2017-2018 | Crunch de Syracuse                  | LAH          | 1  |                  |                  |                  | 19               | 0                | 0                | 100              | 0                | 0                | -                | -  | -                    | -                    | -                    | -                    | -                    | -                    | -                    |                      |                      |
| 2017-2018 | Thunder de Wichita                  | ECHL         | 19 | 6                | 4                | 2                | 1 026            | 50               | 2,92             | 90,7             | 0                | 2                | -                | -  | -                    | -                    | -                    | -                    | -                    | -                    | -                    |                      |                      |

## Trophées et honneurs personnels
- 2008-2009 dans la LHJMQ 
  - remporte le trophée Michel-Brière
  - remporte le trophée Jacques-Plante
  - nommé dans la première équipe d'étoiles
- 2009-2010 dans la LHJMQ : remporte la Coupe du président
- 2012-2013 dans l'EIHL : deuxième équipe d'étoiles